# گرلیشته
گرلیشته (به صربی: Grlište) یک منطقهٔ مسکونی در صربستان است که در زایچار واقع شده‌است. گرلیشته ۸۵۷ نفر جمعیت دارد.